# Discoporella marcusorum
Discoporella marcusorum är en mossdjursart som beskrevs av Herrera-Cubilla, Dick, Sanner och Jackson 2008. Discoporella marcusorum ingår i släktet Discoporella och familjen Cupuladriidae. Inga underarter finns listade i Catalogue of Life.